# Banknoty litewskie

## Banknoty litewskie w 2014 (przed wprowadzeniem euro)
| Awers i Rewers | Rewers    | Wymiary     | Opis awers | Opis rewers |
| -------------- | --------- | ----------- | --- | --- |
|                | 10 litów  | 135 x 64 mm | Awers: po prawej stronie banknotu portrety bohaterów narodowych, pilotów Steponasa Dariusa i Stasysa Girėnasa; kolory na awersie - pomarańczowy, zielony, fioletowy i niebieski.                                                | Rewers: samolot "LITUANICA" nad Atlantykiem, fragmenty kontynentów Ameryki i Europy; kolory rewersu - różowy, fioletowy i niebieski. |
|                | 20 litów  | 135 x 64 mm | Awers: po prawej stronie banknotu portret litewskiego poety Maironisa (prałata Jonasa Mačiulisa 1862–1932); kolory na awersie to brązowy, fioletowy, różowy i niebieski.                                                        | Rewers: pomnik Wolności na tle Wojennego Muzeum Witolda Wielkiego i dzwonnicy. Kolory rewersu - fioletowy, żółty i jasnoniebieski. |
|                | 50 litów  | 135 x 64 mm | Awers : po prawej stronie banknotu portret patriarchy Litwy, naukowca, polityka Jonasa Basanavičiusa (1851–1927). Kolory na awersie - pomarańczowy, zielony, fioletowy i niebieski.                                             | Rewers : Katedra Wileńska z dzwonnicą, pomnik Wielkiego Księcia Litewskiego Giedymina, baszta zamku Giedymina, Góra Trzykrzyska. Kolory rewersu - różowy, fioletowy i niebieski. |
|                | 100 litów | 135 x 64 mm | Awers : po prawej stronie banknotu portret Simonasa Daukantasa (1793–1864). | Rewers : Starówka Wilna - jedna z największych w Europie Środkowej i Wschodniej. Centralnie widać Uniwersytet Wileński, założony w 1579 roku, a także budynki przyuniwersyteckie z dzwonnicą i kościołem św. Jana na czele. Kolory rewersu - zielony, brązowy i niebieskawo-zielonkawy. |
|                | 200 litów | 135 x 64 mm | Awers : po prawej stronie banknotu portret litewskiego filozofa, poety, dramaturga, muzyka, pedagoga i kulturoznawcy Vydūnasa (Vilhelmas Storosta, 1868-1953). Kolory na awersie - zielony, zielonkawo-niebieskawy i fioletowy. | Rewers : Kłajpedzka latarnia morska, zbudowana w 1796 roku, która miała wysokość 29,2 m, a jej światło o mocy 45 tysięcy świec było widoczne na 35 km. W roku 1937 w latarni kłajpedzkiej działała radiostacja radiogonometryczna. Ta latarnia była nie tylko symbolem Kłajpedy, ale też znaczącym akcentem miasta i miejscem odwiedzanym przez licznych turystów. Latarnia kłajpedzka przestała działać przed II wojną światową i nie zachowała się do naszych dni. Kolory rewersu - fioletowy, brązowy, żółty i niebieskawo-zielonkawy. |
|                | 500 litów | 135 x 64 mm | Awers : po prawej stronie banknotu portret pisarza, autora hymnu państwa litewskiego Vincasa Kudirki (1858–1899). Kolory na awersie - czerwony, brązowy i oliwkowy.                                                             | Rewers : Na tle krajobrazu litewskiego widzimy Dzwon Wolności Litwy, na którym znajduje się napis: "O, dzwoń przez wieki dzieciom Litwy, że wolności nie godzien ten, kto nie broni jej". Kolory rewersu - czerwony, bordowy, i żółtawo-brązowy. |